# Christian Ludwig von Brandenburg-Schwedt

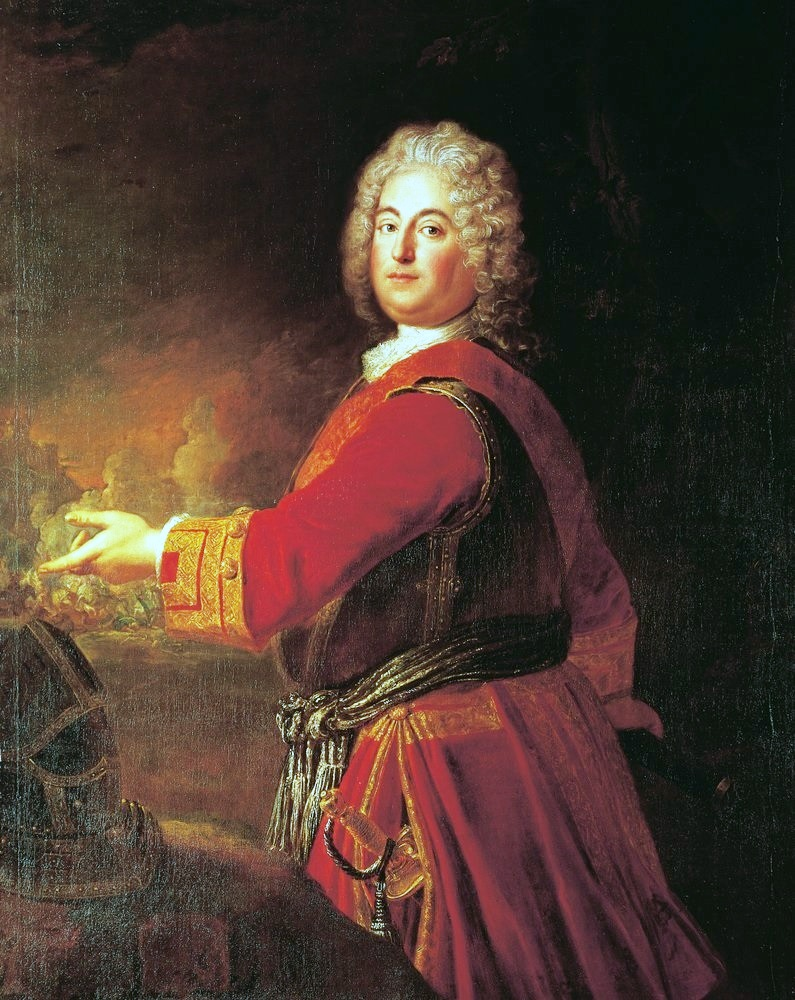
Christian Ludwig von Brandenburg im Harnisch – Der Markgraf, hier als der Chef seines Regiments zu Fuß (1806: No. 7). Vor 1715, da die Offiziersröcke später blau wurden (Gemälde von Antoine Pesne, um 1710–12)

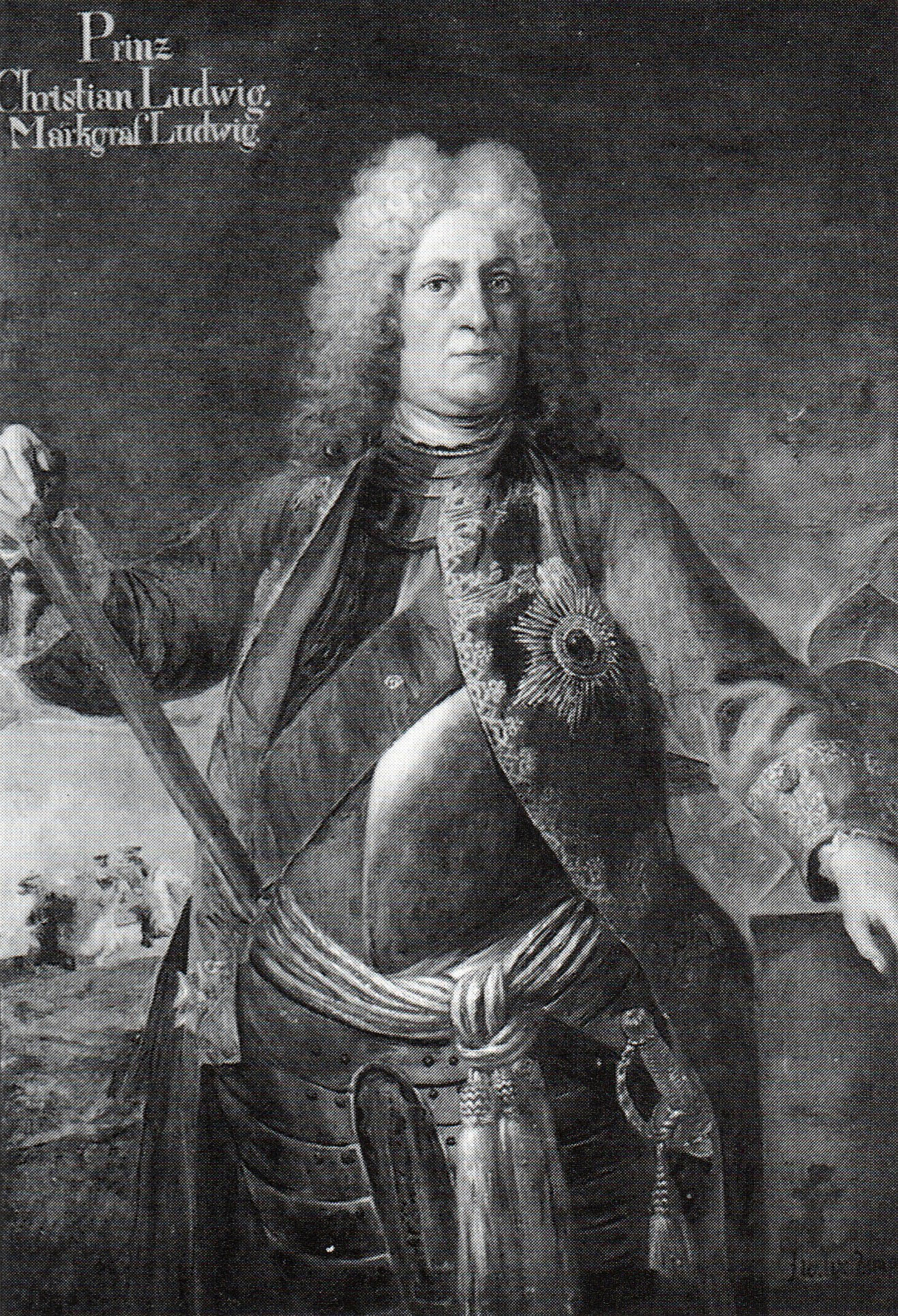
Christian Ludwig als Generalleutnant, Ölgemälde von Friedrich Wilhelm Weidemann, 1714

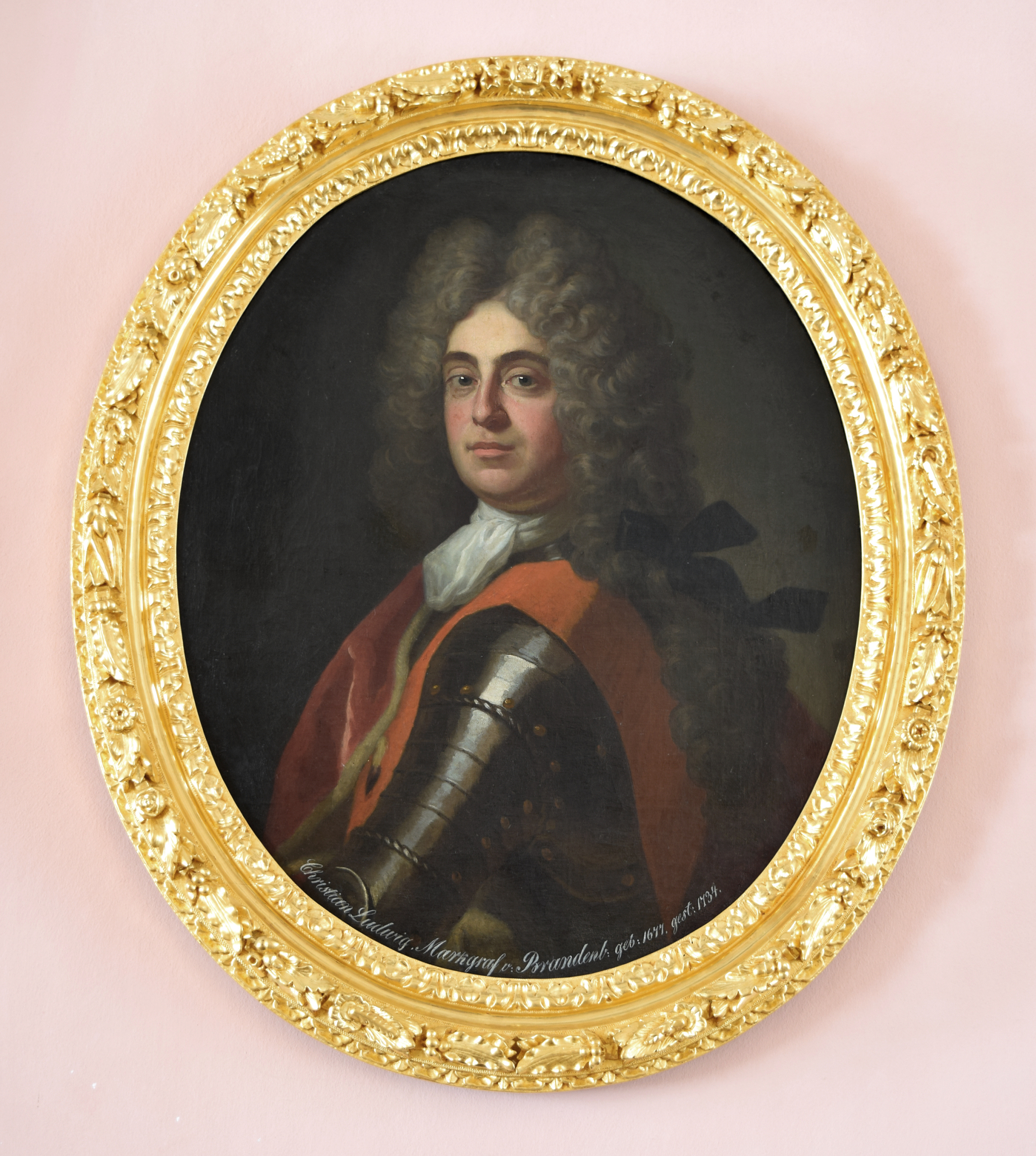
Christian Ludwig um 1705, Gemälde von Friedrich Wilhelm Weidemann

Christian Ludwig zu Brandenburg-Schwedt (* 24. Mai 1677 in Berlin; † 3. September 1734 auf seinem Gut Malchow) war Prinz von Preußen aus dem Haus der Hohenzollern und Offizier.

## Leben
Christian Ludwig war der jüngste Sohn von Friedrich Wilhelm, Kurfürst von Brandenburg, und dessen zweiter Gemahlin Dorothea Sophie, Prinzessin von Schleswig-Holstein-Sonderburg-Glücksburg, verwitwete Herzogin von Braunschweig-Lüneburg.
Da Kurfürst Friedrich Wilhelm bereits einen Thronfolger aus seiner ersten Ehe, den damaligen Kurprinzen Friedrich, besaß, fürchtete Dorothea Sophie um das materielle Wohl ihrer nachgeborenen Kinder, die auf Grund der geltenden Primogenitur kein Anrecht auf brandenburgisch-preußische Gebiete hatten. Den Nachkommen des Kurfürsten aus dessen zweiter Ehe wurden daher die Herrschaften Schwedt, Vierraden und Wildenbruch sowie der Großteil der Erbmasse der reichen Kurfürstin Dorothea Sophie zugestanden. Diese Nebenlinie der brandenburgischen Hohenzollern, die jedoch über keinerlei Souveränität oder landesherrliche Rechte verfügte, benannte sich nach ihrer Residenz, die sie später barock ausbauen ließen, Brandenburg-Schwedt. Auf Grund vorangegangener Belehnungen der Hohenzollern zu gesamter Hand und altem fürstlichen Erbrecht stand allen Kindern auch der Titel eines Markgrafen zu, der nach dem Erlangen der preußischen Königskrone 1701 durch den nunmehrigen Friedrich I. um den Titel eines Prinzen von Preußen erweitert wurde. Oberhaupt der Linie war jedoch Christian Ludwigs Bruder Philipp Wilhelm – ihm selbst blieb nur ein finanzieller Anteil an der Apanage sowie die Anwartschaft auf die Nachfolge für sich und seine Nachkommen im Falle eines Aussterbens der Schwedter Hauptlinie oder gar der Kur- bzw. späteren königlichen Linie – ein solcher Fall trat jedoch nie ein.
Nach dem Tode seines Halbbruders 1713 folgte ihm dessen Sohn Friedrich Wilhelm I., also Christian Ludwigs Neffe, auf den Thron. Dieser verfolgte einen rigiden Sparkurs, schaffte die aufwändige Hofhaltung und das prunkvolle Zeremoniell seines Vaters und Vorgängers ab und nutzte die frei werdenden Mittel zur Aufstockung der Armee, was ihn als Soldatenkönig bekannt machte. Musikalisch war er allenfalls einigen Werken von Georg Friedrich Händel zugetan.
Seinem Onkel Christian Ludwig, der großes Interesse an Musik und Kunst hatte, gestattete der König, eine eigene Kapelle im Berliner Stadtschloss zu behalten. Zudem übertrug er ihm die Herrschaften Malchow und Heinersdorf. Diese brachten Christian Ludwig beachtliche Einkünfte ein. Im Jahr 1734 beliefen sie sich auf 48.945 Taler. Seine Einnahmen stammten aus mehreren Quellen: dem mütterlichen Erbe, seinem Offizierspatent als Generalmajor (seit 1695) und später Generalleutnant in Stettin, sowie seiner Stellung als Regimentschef des Regiments zu Fuß (1806: No. 7). Darüber hinaus war er Kommendator der Kommende Kommende Lagow sowie Administrator und evangelischer Dompropst von Halberstadt.
Er war zudem der vierte Empfänger des Preußischen Ordens vom Schwarzen Adler. Im Winter 1718/19 besuchte Johann Sebastian Bach die Stadt Berlin und beeindruckte den musikbegeisterten Christian Ludwig mit seinem Können. Christian Ludwig bat Bach um einige seiner Kompositionen und erhielt im Frühling 1721 eine Partitur mit dem Titel Six Concerts avec plusieurs instruments, die heute unter dem Namen Brandenburgische Konzerte bekannt ist.
Christian Ludwig starb kinderlos auf seinem Herrensitz Malchow und wurde in der Krypta des Berliner Doms bestattet.